# Kossandji
Kossandji est une localité du sud est de la Côte d'Ivoire et appartenant au département d'Alépé, dans la Région des Lagunes. La localité de Kossandji est un chef-lieu de commune
Pleuple autochtone akye[pas clair]